# Wawrzyniec Bandura Słupski
Wawrzyniec Bandura Słupski  herbu Topór (ur. ok. 1540, zm. ok. 1619) – sędzia grodzki bydgoski, pretendent do tronu Rzeczypospolitej Obojga Narodów w 1573 roku.
Był synem Marcina Słupskiego i Agnieszki Samostrzelskiej.
W 1573 roku podczas elekcji na Kamionku Piotr Opaliński na wniosek Jana Zamoyskiego (optującego za Piastem) przedstawił jego kandydaturę w miejsce swojej. Wywołało to u zebranej na zgromadzeniu szlachty śmiech i zażenowanie, w związku z czym na Bandurę zagłosowało tylko kilku posłów. Ostatecznie na króla wybrano Henryka Walezego.
Po tym wydarzeniu losy szlachcica są nieznane. Przypuszcza się, że zmarł za panowania Zygmunta III Wazy w drugiej dekadzie XVII wieku. Jego kandydatura do tronu polskiego w 1573 była jedynym przypadkiem w dziejach Rzeczypospolitej, gdy o tron polski ubiegał się zwykły szlachcic.
Poseł na sejm koronacyjny 1576 roku, sejm 1590/1591 roku z województwa poznańskiego i województwa kaliskiego, sejm 1576/1577 roku, sejm 1578 roku z województwa kaliskiego.